# Печенки (Могилёвская область)
Печенки (бел. Пячонкі) — деревня в Мстиславском районе Могилёвской области Белоруссии. Входит в состав Ракшинского сельсовета.

## География
Деревня находится в северо-восточной части Могилёвской области, в пределах Оршанско-Могилёвской равнины, к западу от железнодорожной линии Орша — Унеча Белорусской железной дороги, на расстоянии примерно 26 километров (по прямой) к западу-северо-западу (WNW) от Мстиславля, административного центра района. Абсолютная высота — 213 метров над уровнем моря.

## История
В конце XVIII века деревня входила в состав Мстиславского воеводства Великого княжества Литовского.
Согласно «Списку населенных мест Могилёвской губернии» 1910 года издания населённый пункт входил в состав Рактинского сельского общества Ряснянской волости Чаусского уезда Могилёвской губернии. Имелся один двор и проживало 9 человека (4 мужчины и 5 женщин).

## Население
По данным переписи 2009 года, в деревне проживало 14 человек.